# スポーツチームの資産価値順リスト

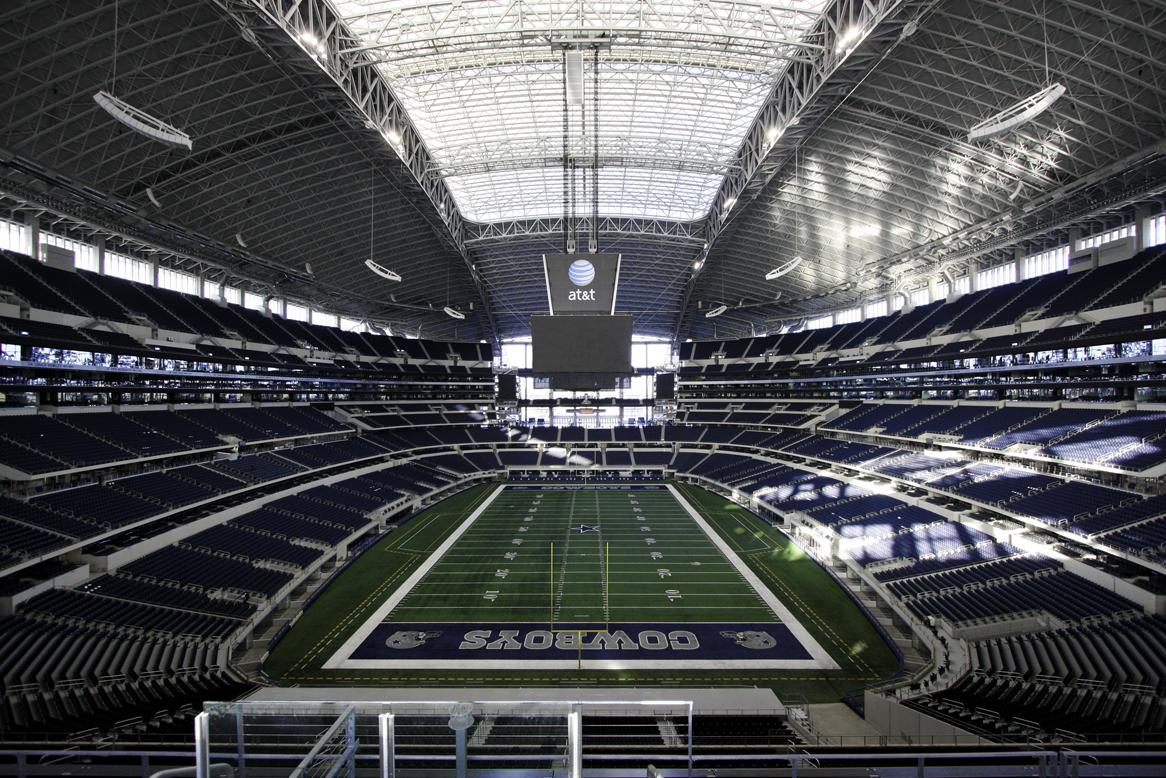
世界一の資産価値のスポーツチームであるダラス・カウボーイズのAT&Tスタジアム

世界のスポーツチームの資産価値について、アメリカの経済誌のフォーブスにより公表された値を大きい順に並べたものである。

## 概要
世界有数の経済誌であるアメリカのフォーブスは世界のスポーツチームの推定資産価値のリストを毎年公表している。2023年9月現在、世界で最も資産価値のあるチームに選ばれたのは、NFLのダラス・カウボーイズであり、推定の資産価値は90億ドルであった。上位50チームにNFLチームが最多の30チームランクインした。アメリカ以外ではサッカーのレアル・マドリードが60.7億ドルの11位で最高だった。

## 2023年版
上位50チームは以下の通りである。
| 順位 | チーム                                   | リーグ         | 国           | 資産価値    |
| ---- | ---------------------------------------- | -------------- | ------------ | ----------- |
| 1    | ダラス・カウボーイズ                     | NFL            | アメリカ     | 90億ドル    |
| 2    | ニューヨーク・ヤンキース                 | MLB            | アメリカ     | 71億ドル    |
| 3    | ゴールデンステート・ウォリアーズ         | NBA            | アメリカ     | 70億ドル    |
| 3    | ニューイングランド・ペイトリオッツ       | NFL            | アメリカ     | 70億ドル    |
| 5    | ロサンゼルス・ラムズ                     | NFL            | アメリカ     | 69億ドル    |
| 6    | ニューヨーク・ジャイアンツ               | NFL            | アメリカ     | 68億ドル    |
| 7    | シカゴ・ベアーズ                         | NFL            | アメリカ     | 63億ドル    |
| 8    | ラスベガス・レイダース                   | NFL            | アメリカ     | 62億ドル    |
| 9    | ニューヨーク・ニックス                   | NBA            | アメリカ     | 61億ドル    |
| 9    | ニューヨーク・ジェッツ                   | NFL            | アメリカ     | 61億ドル    |
| 11   | レアル・マドリード                       | ラ・リーガ     | スペイン     | 60.7億ドル  |
| 12   | ワシントン・コマンダーズ                 | NFL            | アメリカ     | 60.5億ドル  |
| 13   | マンチェスター・ユナイテッドFC           | プレミアリーグ | イングランド | 60億ドル    |
| 13   | サンフランシスコ・フォーティーナイナーズ | NFL            | アメリカ     | 60億ドル    |
| 15   | ロサンゼルス・レイカーズ                 | NBA            | アメリカ     | 59億ドル    |
| 16   | フィラデルフィア・イーグルス             | NFL            | アメリカ     | 58億ドル    |
| 17   | マイアミ・ドルフィンズ                   | NFL            | アメリカ     | 57億ドル    |
| 18   | FCバルセロナ                             | ラ・リーガ     | スペイン     | 55.08億ドル |
| 19   | ヒューストン・テキサンズ                 | NFL            | アメリカ     | 55億ドル    |
| 20   | リヴァプールFC                           | プレミアリーグ | イングランド | 52.88億ドル |
| 21   | デンバー・ブロンコス                     | NFL            | アメリカ     | 51億ドル    |
| 22   | シアトル・シーホークス                   | NFL            | アメリカ     | 50億ドル    |
| 23   | マンチェスター・シティFC                 | プレミアリーグ | イングランド | 49.9億ドル  |
| 24   | FCバイエルン・ミュンヘン                 | ブンデスリーガ | ドイツ       | 48.6億ドル  |
| 25   | ロサンゼルス・ドジャース                 | MLB            | アメリカ     | 48億ドル    |
| 26   | アトランタ・ファルコンズ                 | NFL            | アメリカ     | 47億ドル    |
| 27   | ミネソタ・バイキングス                   | NFL            | アメリカ     | 46.5億ドル  |
| 28   | ボルチモア・レイブンズ                   | NFL            | アメリカ     | 46.3億ドル  |
| 29   | ピッツバーグ・スティーラーズ             | NFL            | アメリカ     | 46.25億ドル |
| 30   | クリーブランド・ブラウンズ               | NFL            | アメリカ     | 46.2億ドル  |
| 31   | グリーンベイ・パッカーズ                 | NFL            | アメリカ     | 46億ドル    |
| 32   | ボストン・レッドソックス                 | MLB            | アメリカ     | 45億ドル    |
| 33   | テネシー・タイタンズ                     | NFL            | アメリカ     | 44億ドル    |
| 34   | インディアナポリス・コルツ               | NFL            | アメリカ     | 43.5億ドル  |
| 35   | カンザスシティ・チーフス                 | NFL            | アメリカ     | 43億ドル    |
| 36   | パリ・サンジェルマンFC                   | リーグ・アン   | フランス     | 42.1億ドル  |
| 37   | タンパベイ・バッカニアーズ               | NFL            | アメリカ     | 42億ドル    |
| 38   | ロサンゼルス・チャージャーズ             | NFL            | アメリカ     | 41.5億ドル  |
| 39   | シカゴ・カブス                           | MLB            | アメリカ     | 41億ドル    |
| 39   | シカゴ・ブルズ                           | NBA            | アメリカ     | 41億ドル    |
| 39   | カロライナ・パンサーズ                   | NFL            | アメリカ     | 41億ドル    |
| 42   | ニューオーリンズ・セインツ               | NFL            | アメリカ     | 40.75億ドル |
| 43   | ボストン・セルティックス                 | NBA            | アメリカ     | 40億ドル    |
| 43   | ジャクソンビル・ジャガーズ               | NFL            | アメリカ     | 40億ドル    |
| 45   | フェラーリ                               | F1             | イタリア     | 39億ドル    |
| 45   | ロサンゼルス・クリッパーズ               | NBA            | アメリカ     | 39億ドル    |
| 47   | メルセデス                               | F1             | ドイツ       | 39億ドル    |
| 48   | アリゾナ・カージナルス                   | NFL            | アメリカ     | 38億ドル    |
| 49   | サンフランシスコ・ジャイアンツ           | MLB            | アメリカ     | 37億ドル    |
| 49   | バッファロー・ビルズ                     | NFL            | アメリカ     | 37億ドル    |